# Capital de expansión
El capital expansión, capital de desarrollo o capital desarrollo, en inglés Growth capital (también expansion capital o growth equity) es un tipo de inversión private equity, normalmente una participación minoritaria en empresas maduras que buscan capital para acometer planes de expansión o reestructuración.
Las compañías que buscan capital expansión a menudo lo hacen para financiar un evento de transformación en su ciclo de vida. Estas empresas suelen ser más maduras que compañías fundadas con capital riesgo, capaces de generar cifras de ventas y beneficios, pero incapaces de generar el suficiente efectivo para acometer expansiones, adquisiciones u otro tipo de operaciones. Es por ello que estas empresas generalmente tienen pocas alternativas para dar con capital para su crecimiento al margen del capital expansión. El capital expansión también se puede utilizar para reestructurar la balanza de una compañía, especialmente para reducir la cantidad de apalancamiento que la compañía tiene en su estado de situación patrimonial.
El capital expansión a menudo se estructura como capital social o acciones preferenciales, aunque algunos inversores se servirán de varios valores híbridos que incluyen un retorno contractual (ej. pago de interesas) de forma adicional a un interés por convertirse en propietario de la empresa. A menudo las compañías que buscan capital expansión no son buenos candidatos para prestar deuda adicional, por la estabilidad de las ganancias de la compañía o por el alto nivel de deuda existente.

## Proveedores
El capital expansión es un punto intermedio entre la private equity y el capital riesgo y como tal, está provisto de diferentes fuentes. Aunque hay un número de empresas dedicadas al capital expansión, esta actividad también es habitual entre los inversores de capital riesgo y de empresas de leveraged buyout. Especialmente en los mercados donde la deuda no está tan disponible para financiar leveraged buyouts o donde la competición para crear empresas es intenso, el capital expansión pasa a ser una alternativa interensante.